# المبادئ التوجيهية لسلوك القوات في روسيا
المبادئ التوجيهية لسلوك القوات في روسيا «أمرًا جنائيًا» صدر في 19 مايو 1941، خلال الحرب العالمية الثانية. توضح المبادئ التوجيهية لسلوك المتوقع للقوات الألمانية خلال غزو الاتحاد السوفيتي. تم إدراج المدنيين كمجموعات معارضة. ينص النظام على أن «البلشفية هي العدو القاتل للشعب الألماني الاشتراكي الوطني. إن هذا Weltanschauung المدعوم - وأولئك الذين يدعمونه - هو ما يناضل ضده في ألمانيا. هذا النضال يتطلب حملة قمع بلا هوادة وشاقة ضد المحرضين البلشفيين، غير النظاميين، المخربين واليهود والقضاء التام على المقاومة النشطة والسلبية على حد سواء». 
كتب عمر بارتوف المبادئ التوجيهية لسلوك القوات في روسيا، والتي وصفت بالتفصيل «التدابير القاسية ضد المحرضين البلشفيين والمقاتلين والمخربين واليهود ودعا إلى القضاء التام على أي مقاومة نشطة أو سلبية». 
تشير Wade Beorn في مسيرة إلى الظلام إلى أن النظام يستهدف اليهود بشكل صريح بوصفهم «أعداء عنصريين يجب القضاء عليهم من قبل الجيش بغض النظر عن سلوكهم». 